# Заячковская, Анна Владимировна
Анна Владимировна Заячковская (укр. Заячківська Анна Володимирівна; род. 12 декабря 1991, Ивано-Франковск, Украина) — украинская модель, победительница конкурса «Мисс Украина 2013». На международном конкурсе Мисс Мира 2013, заняла 3 место в конкурсе талантов с песней «Moment of glory» и вошла в Топ-20. Исполнительница авторских песен. По образованию художник-иконописец.

## Биография
Родилась в Ивано-Франковске. Среднее образование получила в городской гимназии № 2. На момент участия в конкурсе была студенткой четвёртого курса Института искусств Прикарпатского национального университета имени Василия Стефаника. Стала победительницей конкурсов «Княгиня Прикарпатья 2012», «Княгиня Топ-модель Украина в 2013» и «Мисс Украина в 2013».
Уехала в Милан, Италия, работала в модельном агентстве Next Models снимаясь в рекламе, вышла замуж за итальянца, от мужа ушла со скандалом.
С 2016 года живёт в США, в Нью-Йорке, занимается живописью.